# Красні Четаї
Кра́сні Чета́ї (рос. Красные Четаи, чув. Хĕрлĕ Чутай) — село у Чувашії Російської Федерації, центр Красночетайського сільського поселення та всього Красночетайського району.
Населення — 2623 особи (2010; 5302 в 2002, 2250 в 1979, 2414 в 1939, 1959 в 1927, 1416 в 1897, 723 в 1860, 188 в 1795).
Національний склад (2002):
- чуваші — 96 %

## Історія
До 1724 року селяни мали статус ясачних, до 1835 року — державних, до 1863 року — удільних, займались землеробством, тваринництвом, ковальством, виробництвом коліс, взуття та одягу. Діяв Хрестовоздвиженський храм (1782–1935, відновлений 1993 року). 1821 року відкрито сільське парафіяльне училище, з 1896 року — однокласна та другокласна церковнопарафіяльна школа. 1894 року відкрито книжковий склад Братства Святого Гурія, з 1896 року — народна бібліотека-читальня. На початку 20 століття діяло 5 магазинів Четаївського сільського товариства, 2 приватних магазини, 3 водяних млини та 7 вітряків, трактир, харчевня, ринок щотижня та щорічний ярмарок. 1929 року створено колгосп «Красні Четаї».
До 1918 року село входило до складу Юмачевської, Шуматовської, Четаївської, Курмиської волостей (у період 1835–1863 років у складі Курмиського удільного приказу), до 1920 року — Красночетаївської волості Курмиського, до 1927 року — Ядринського повітів. З переходом на райони 1927 року — спочатку у складі Красночетайського, у період 1962–1965 років — у складі Шумерлинського, після чого знову передане до складу Красночетайського району. Волосний центр у 18 столітті, з другої половини 19 століття до 1927 року, районний центр у 1927—1962 роках та з 1965 року.

## Господарство
У селі діють школа, 2 дитячих садки, дитяча школа мистецтв, ДЮСШ, центральна районна лікарня, кабінет лікаря загальної практики, 2 аптеки, районний Палац культури, 3 бібліотеки, 2 стадіони, краєзнавчий музей, пошта та відділення банку, 44 магазини, храм. Серед промислових підприємств працюють ТОВ «Телей» та інші, які займаються переробкою сільськогосподарської продукції. Село газифіковане, має централізоване опалення, через нього проходить автошлях Ядрін-Шумерля.